# La Información (Cádiz)
La Información fue un periódico español publicado en la ciudad de Cádiz entre 1910 y 1942.

## Historia
Fue fundado en 1910, siendo un continuador del desaparecido La Correspondencia de Cádiz. Diario de ideología integrista y católica, La Información estuvo dirigido en una primera etapa por Francisco de Asís Cerón y Bohórquez, llegando a ser propiedad de la familia Cerón. El diario mostró una línea editorial afín a Juan Antonio Güell y López, marqués de Comillas, y particularmente a la Compañía Transatlántica. Tras la proclamación de la Segunda República la publicación dio un giro al tradicionalismo y en 1934 pasó a formar parte del grupo editorial carlista Impresora Bética (IBSA).
En esta época estuvo dirigido por Eduardo Juliá Téllez, y posteriormente por el integrista Domingo Tejera de Quesada —que entonces también dirigía otras publicaciones carlistas andaluzas como el Diario de Jerez o La Unión de Sevilla—. El diario siguió publicándose tras el estallido de la Guerra civil y sobrevivió a la contienda, pero acabó desapareciendo en 1942.
A su desaparición el Diario de  Cádiz quedó como único periódico de la capital gaditana.